# A központi idegrendszer vérellátása

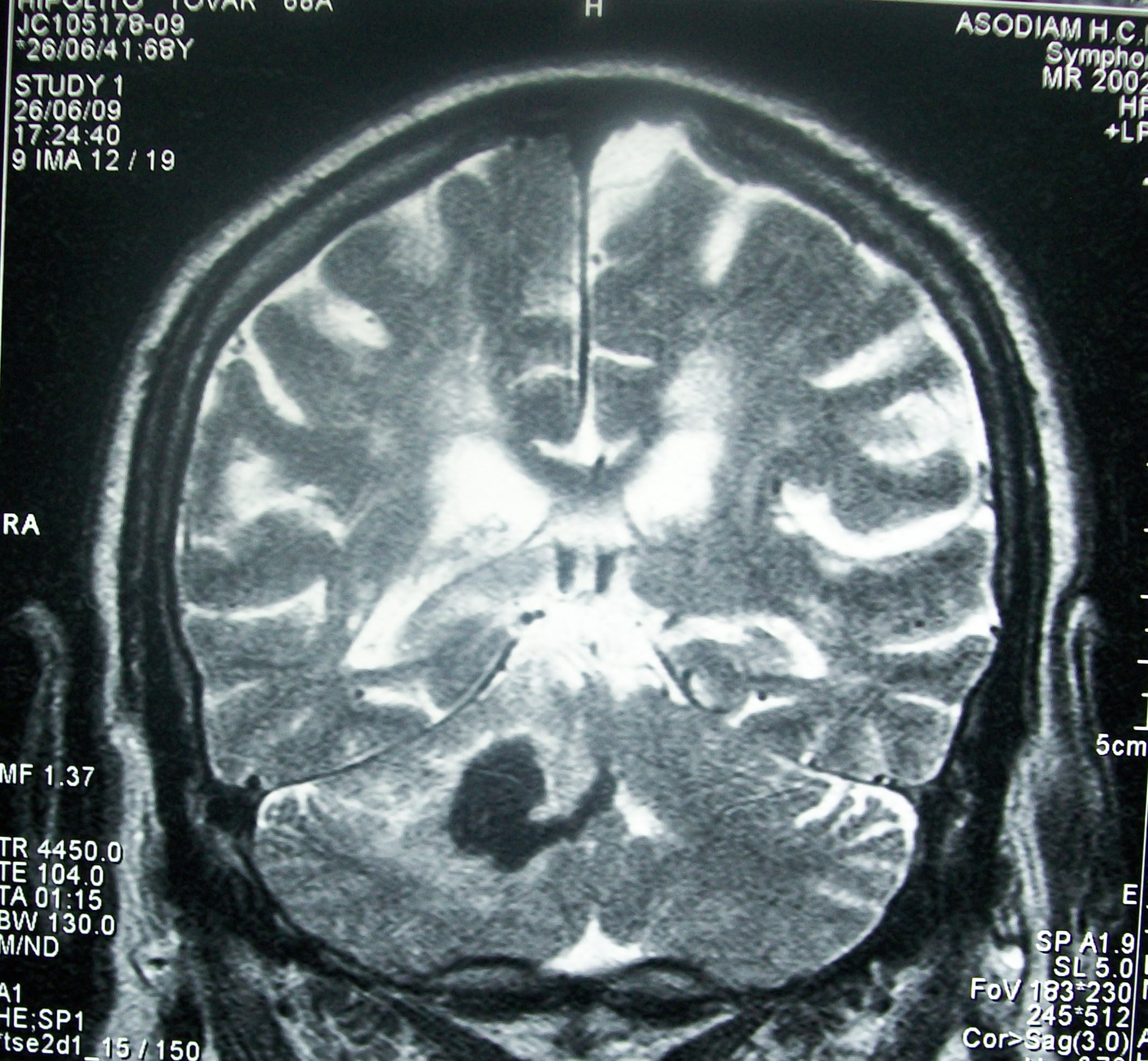
Stroke az MRI felvételen

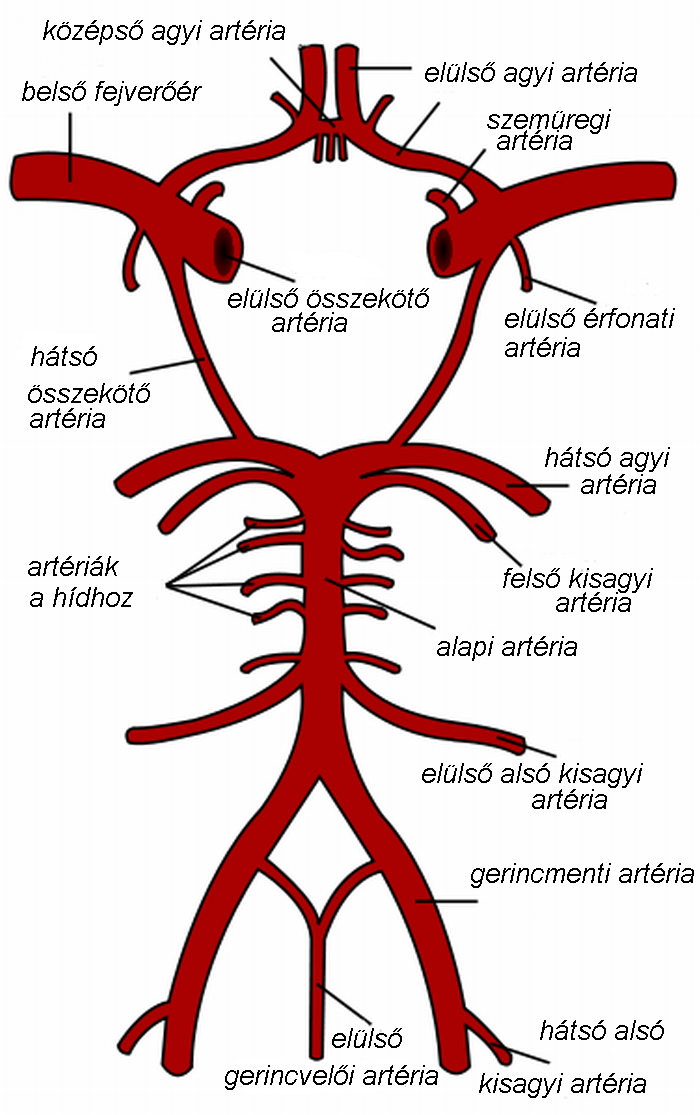
Willis-féle agyalapi artériás gyűrű

Az agyi érkatasztrófák (stroke) a fejlett országokban jelenleg is előkelő helyen vannak a vezető megbetegedések és halálokok gyakoriságának listáján. Ezek pontosabb megértéséhez szükséges a központi idegrendszer vérellátásának, azaz agyat és a gerincvelőt ellátó fő artériák és vénák ismerete.
Szükséges áttekinteni az agykéreg és a gerincvelő azon területeit, amelyeket egy bizonyos artéria ellát, hogy ennek alapján érthetővé váljon az a funkciókárosodás, amelyet az adott artéria elzáródása okozhat. Fontos az agyalapi artériás gyűrű (Willis-féle circulus arteriosus), valamint a belső tok (capsula interna) vérellátásának pontos ismerete is. Utóbbi fontos pályarendszerben futnak az agykéreg nagy felszálló és leszálló pályái, és gyakran szenvednek itt folytonosságmegszakadást artériás vérzés vagy érelzáródás következtében.

## Az agy vérellátása
Ez a fejezet a nagyagy és a gerincvelő artériás vérellátásával és vénás elvezetésével foglalkozik. Az artériás vérellátást a páros belső feji verőerek és a gerincmenti verőerek látják el. Az agy vénás elvezetésének sajátos képződményei a kemény agyhártya vénás öblei. A koponyából kilépő vért a mély nyaki vénák vezetik el a felső üres vénákba. A gerincvelő verőeres ellátásának fő forrásai a csigolya közti lyukakon, szelvényenként belépő artériák. Vérelvezetését egy belső és egy külső vénás fonat biztosítja.

### Az agy verőerei

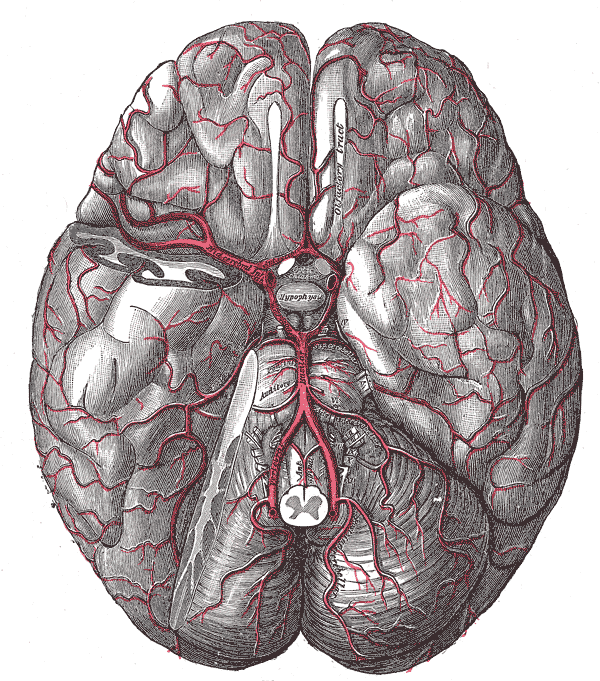
Az agyalap artériái. A készítmény jobb oldaláról (a kép bal oldala!) a halántéki lebeny és a kisagy egy részét a jobb feltárás érdekében eltávolították.

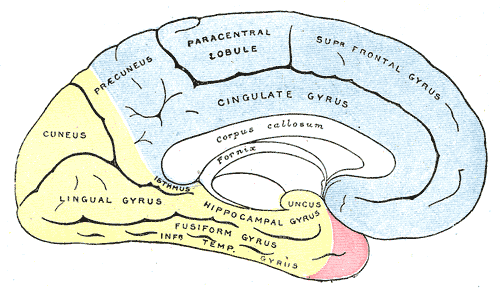
Az egyes agyi artériák ellátási területe az agy medián sagittális metszetének belső felszínén.

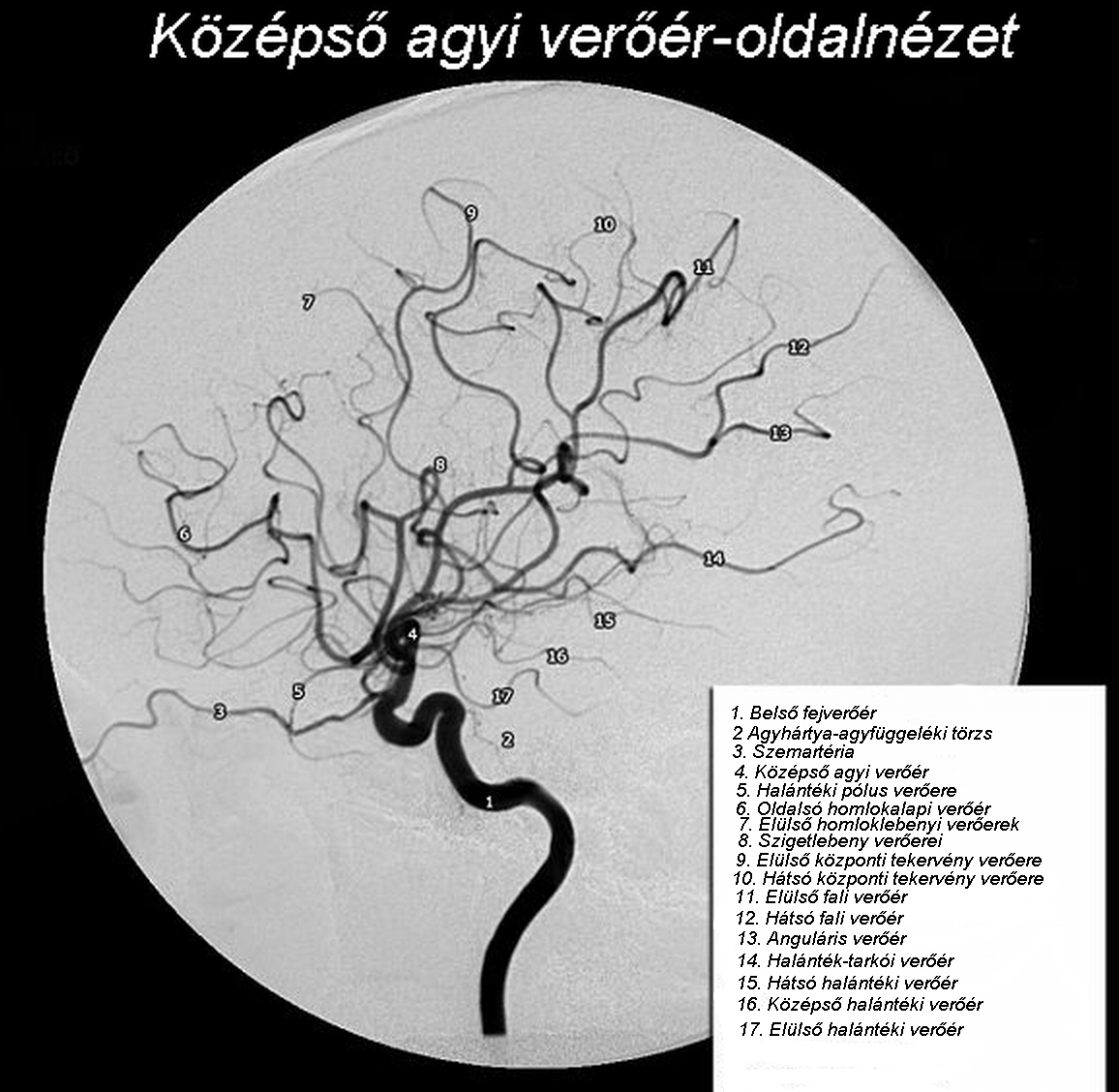
A középső agyi artéria számítógépes programmal "tisztított" angiográfiás képe. (Szerző: Frank Gaillard, 2008)

Az agyat a kétoldali belső feji verőér (arteria carotis interna) és a kétoldali gerincmenti verőér (arteria vertebralis) látja el. A négy artéria az agyalapon a pókhálóhártya alatti (subarachnoidealis) térben helyezkedik el, és egymást összekötő (anasztomizáló) ágaival alkotja az agyalapi artériás gyűrűt (circulus arteriosus cerebri; másként a Willis-féle agyalapi artériás gyűrű, vagy hatszög).

#### A belső fejverőér
A belső fejverőér (arteria carotis interna) a közös fejverőér (arteria carotis communis) kettéágazódásánál kezdődik, ahol általában egy helyi tágulata van, ez a (sinus caroticus). Az ér felszáll a nyakon, és a koponyaüregbe a halántékcsontban lévő, a koponyaalapon kezdődő, saját csatornáján (canalis caroticus) keresztül lép be. Ezután az artéria a barlangos vénás öblön (sinus cavernosus) keresztül, a pókhálóhártya alatti (subarachnoidealis) térbe belépve, eloszlik elülső és középső agyi verőérre (arteria cerebri anterior és media). Az utóbbi egy ágcsoportja az agyalapon benyomulva segít a törzsdúcok, és a (capsula interna) ellátásában.

##### Az agyi szakasz ágai
az alábbiak:
- A szemüregi artéria (arteria ophthalmica) Belép a szemüregbe (orbita) a szemideg csatornáján keresztül. Ellátja a szemet és más szemüregi képleteket.
- A hátsó összekötő artéria (arteria communicans posterior) egy kis ér, amely a belső fejverőérből (arteria carotis interna) ered, közel annak két végágára történő eloszlásához, részét képezi a agyalapi artériás gyűrűnek, amelynek másik elnevezése a (Willis-féle circulus arteriosus cerebri).
- Az oldalsó agykamra érfonati verőere (arteria choroidea) egy kis ág, amely szintén a belső fejverőérből ered, annak kettéágazása közelében. Belép az oldalsó agykamra alsó szarvába, és a plexus choroideusban végződik.
- Az elülső agyi artéria (arteria cerebri anterior) a belső fejverőér kisebbik végága. Előre és medial felé fut, és belép a hosszanti agyhasadékba (fissura longitudinalis cerebri). Itt összeköttetésben áll az ellenoldali elülső agyi verőérrel az elülső összekötő artéria (arteria communicans anterior) közbeiktatásával. Hátrafelé kanyarodik a kérges test (corpus callosum) fölött. Agykérgi ágai ellátják az agykéreg medialis felszínét a hátrafelé a fali és nyakszirti lebeny határát képező barázdáig terjedően. Ugyancsak ellátnak a kéreg szomszédos oldalsó felszínéből egy megközelítőleg 2,5 cm széles csíkot. Központi ágainak (rami centrales) egy csoportja az agyalapon benyomulva segít a törzsdúcok, és a belső tok (capsula interna) ellátásában.
- A középső agyi artéria (arteria cerebri media), a belső fejverőér legnagyobb ága, oldalt, az oldalsó agyi barázdában fut. Az agykérgi ágak (rami corticales) az agyfélteke egész oldalsó felszínét ellátják, emellett ellátják a törzsdúcokat.

##### A koponyai szakasz ágai
a következőek:
- Az agyhártyai ágak (rami meningeales) aprók, a kemény agyhártyát és a csontot látják el a hátsó koponyagödörben.
- A két hátsó gerincvelői verőér (arteria spinalis posterior) eredhet a gerincmenti verőérből, vagy a hátsó-alsó kisagyi artériából. A gerincvelő hátsó felszínén szállnak le, közel a gerincvelői idegek hátsó gyökereihez. Az ágakat megerősítik a gerincvelő-gyöki artériák (arteriae radiculares), amelyek a csigolyaközti lyukakon keresztül lépnek be a gerinccsatornába.
- Az az elülső gerincvelői verőér (arteria spinalis anterior) mindkét gerincmenti artéria (arteria vertebralis) koponyaűri szakaszából ered, az eredő szakaszok azonban hamar egyesülnek egy artériává. Ez a nyúltvelő és a gerincvelő elülső felszínén száll le, pia materbe ágyazottan az elülső hosszanti hasadék (fissura mediana anterior) mentén. Az artériát megerősítik a gerincvelő-gyöki (arteriae radiculares).
- A kisagy hátsó-alsó verőere (arteria cerebelli posterior inferior) a gerincmenti artériának a legnagyobb ága, szabálytalanul fut le a nyúltvelőtől a kisagy alsó felszínéhez.
- Az nyúltvelői artériák (arteriae medullares) igen apró ágacskák, amelyek a nyúltvelőhöz oszlanak szét.

### A gerincmenti verőér
A gerincmenti verőér (arteria vertebralis) a kulcscsont alatti verőér (arteria subclavia) első szakaszának egy ága, a nyakon fut fölfelé a felső hat nyaki csigolya haránt nyúlványaiban lévő lyukakon, majd az öreglyukon (foramen magnumon) lép be, és áttörve a kemény agyhártyát és a pókhálóhártyát belép a pókhálóhártya alatti (subarachnoidealis) térbe. Azután a nyúltvelőn fölfelé, előre fut. A híd alsó szélénél a kétoldali artéria egyesülve az alapi verőeret (arteria basilaris) alkotja.

#### Alapi verőér
Az alapi verőér (arteria basilaris) a kétoldali gerinc menti verőér egyesüléséből jön létre, felfelé száll a híd elülső felszínének közepén saját sekély barázdájában (sulcus basilaris). A híd felső szélén kettéoszlik a két hátsó agyi verőérre.

##### Ágai
az alábbiakban felsoroltak:
- Ágak a hídhoz (rami ad pontem) sok apró ér; benyomulnak a híd állományába.
- A belső fül (labirintus) artériája (arteria labyrinthi) egy hosszú, vékony artéria, amely elkíséri a [VII.] és [VIII.] agyideget a belső hallójáratba (meatus acusticus internus), és a belső fület látja el.
- Az elülső-alsó kisagyi artéria (arteria cerebelli anterior inferior) a kisagy elülső-alsó részeit látja el.
- A felső kisagyi (arteria arteria cerebelli superior) közvetlenül az alapi artéria végződése mögött ered, ellátja a kisagy felső felszínét.
- A hátsó agyi artéria (arteria cerebri posterior) oldalra és hátra hajlik megkerülve a középagyat, és a hátsó összekötő artérián (arteria communicans posterior) keresztül kapcsolódik a belső fejverőérhez (arteria carotis interna). Kérgi ágai (rami corticales) ellátják a halántéki lebeny alsó-oldalsó és mediális felszíneit és a nyakszirti lebeny lateralis és medialis felszíneit. Így ez az artéria látja el a látókérget. Központi ágai (rami centrales) behatolnak az agyállományba, és ellátják a talamusz, a lencsemag (nucleus lentiformis) a középagy (mesencephalon), a tobozmirigy (glandula pinealis) és a belső térdes testek (corpus geniculatum mediale) részeit. Egy érfonati ága (ramus choroideus) belép az oldalkamra alsó szarvába és ellátja a kamra érfonatát; szintén ellátja a harmadik agykamra érfonatát is.

#### Agyalapi artériás összekötő gyűrű
Az agyalapi artériás anasztomozis gyűrű, a (Willis-féle circulus arteriosus cerebri) az agykocsányok közötti árokban (fossa interpeduncularis) az agyalapnál fekszik. A két belső fejverőér (arteria carotis interna) és a két gerincmenti artéria (arteria vertebralis) közötti összekötő anasztomozis rendszert alkotja. Az elülső összekötő artéria (arteriacommunicans anterior), az elülső agyi verőér (arteria cerebri anterior), a belső fejverőér (carotis interna), a hátsó összekötő artéria (communicans posterior), a hátsó agyi ér (arteia cerebri posterior), és az alapi artéria (arteria basilaris) járulnak hozzá az anasztomózis gyűrű alkotásához. A Willis-féle circulus arteriosus cerebri lehetővé teszi, hogy a vér, akár a belső feji artériákon, akár a gerinc menti artériákon keresztül érkezik az agyalapi artériás gyűrűhöz, eljuthat az agy bármelyik részéhez mindkét féltekében. Kérgi és központi ágak erednek a gyűrűből, és ellátják az agyállományt. A gyűrűt alkotó artériák méretbeli variációi általánosak.

### A sajátos működésű agyi területeket ellátó artériák
A csíkolt test (corpus striatum) és a „belső tok” (capsula interna) főleg a középső agyi artéria (arteria cerebri media) ágain keresztül kapja a vérellátását; amelyet kiegészítenek az elülső agyi artéria (arteria cerebri anterior) centrális ágai.
A talamuszt elsősorban a hátsó összekötő, valamint az alapi és a hátsó agyi artériák ágai látják el.
A középagyat (mesencephalon) a hátsó agyi artéria, a felső kisagyi artéria, és az alapi artériák látják el.
A híd (pons) az alapi artériából, a kisagyi alsó-elülső, és a felső kisagyi artériákból kapja a vérellátását.
A nyúltvelő (medulla oblongata) vérellátását a gerinc menti artéria, a gerincvelő-gyöki artériák (arteriae spinales anterior et posteriores) és a kisagyi artériák (arteriae cerebelli posterior inferior) és az alapi artéria (arteria basilaris) biztosítják.
A kisagyat (cerebellum) a felső kisagyi artéria, és az alsó elülső, valamint az alsó hátsó kisagyi artériák látják el.

#### Az agyi verőerek beidegzése
Az agyi artériák bőséges ellátást kapnak a postganglionaris szimpatikus rostokból. A rostok a felső nyaki szimpatikus idegdúcokból származnak. Ezeknek a rostoknak az ingerlése az agyi artériák szűkülését (vazokonstikció; vasoconstrictio) okozza. Mégis, normál körülmények között, (a helyi vérellátást) főleg a széndioxid koncentrációja, a hidrogén ionok, és az idegszövet oxigén tartalma szabályozza; a széndioxid és a hidrogén ion koncentráció emelkedése, és az oxigén nyomásának csökkenése értágulatot vált ki.

### Az agy vénái
Az agy vénáinak fala vékony és nem tartalmaznak izomszövetet, valamint nincsenek vénabillentyűik. Az agyból lépnek ki és a subarachnoidealis térben helyezkednek el. Átfúrják az arachnoidea matert és a dura mater meningealis lemezét, majd a koponyaűri vénás sinusokba ömlenek. Az agy belső területéről a nagy agyi véna (vena cerebri magna) ágrendszere gyüjti össze a vénás vért.

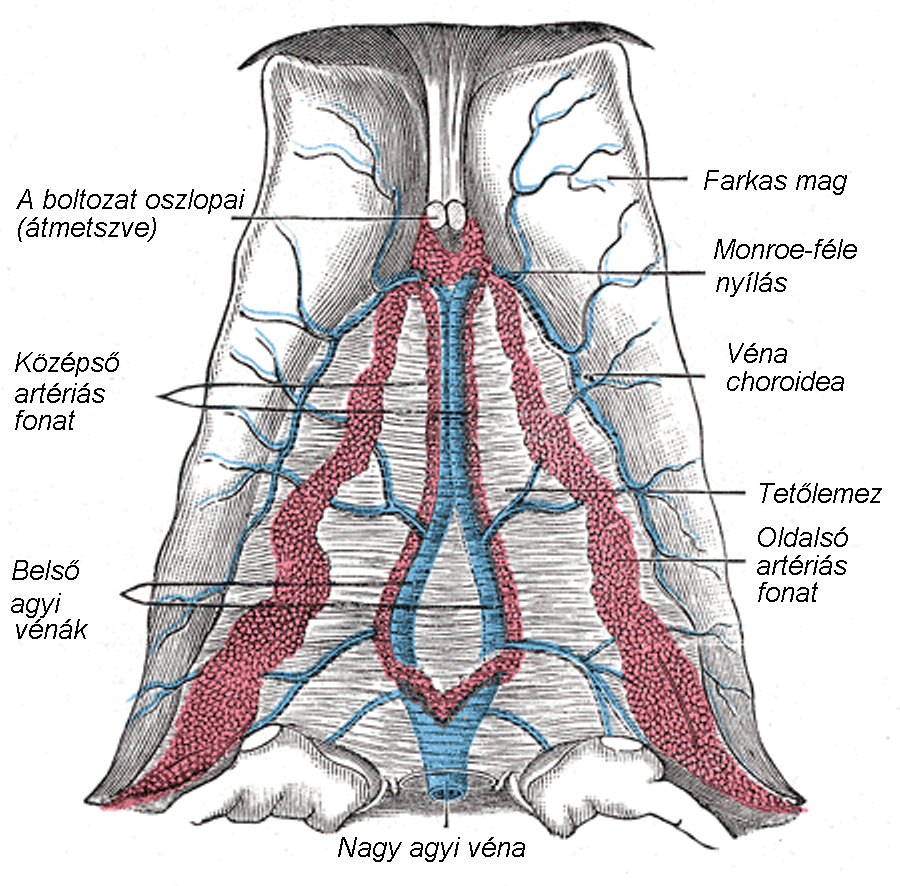
Belső agyi vénák (III. agykamra felső fala)

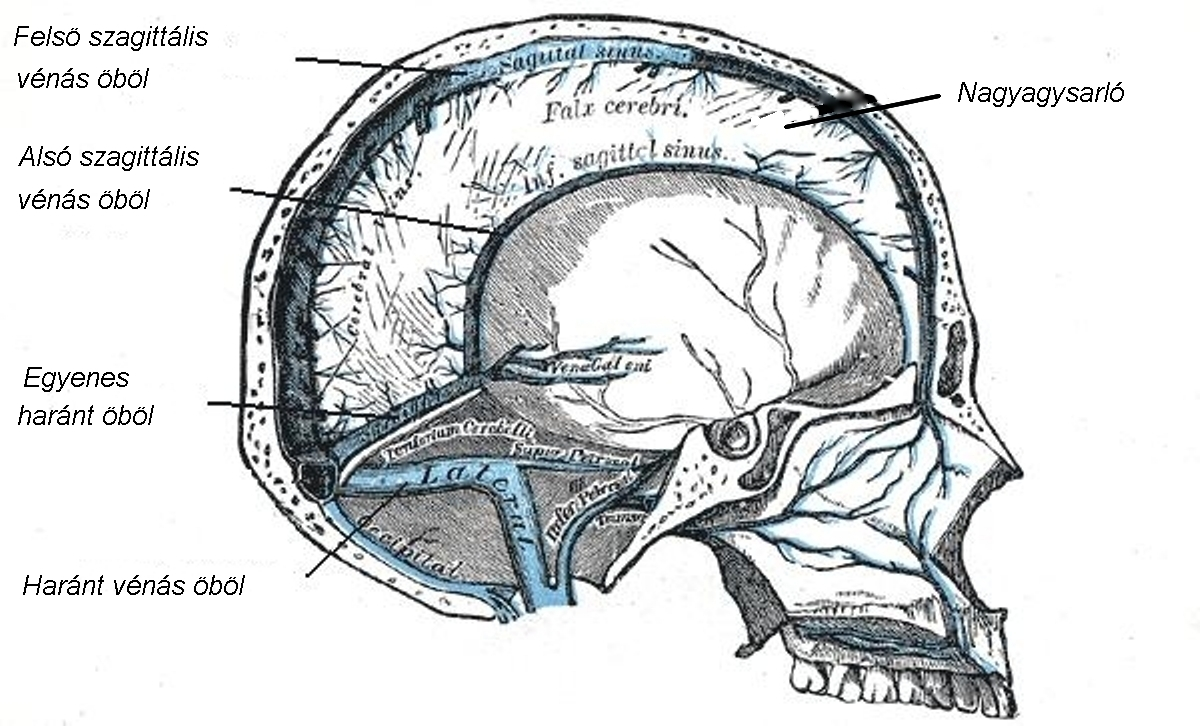
Agyi vénás szinuszok

#### A sajátos működésű agyi területek vénái
A középagy (mesencephalon) vérét elvezető vénák az alapi nagy agyi vénákba ömlenek.
A híd (pons) vénás vére az agyi vénákba, a kisagyi vénákba, vagy a szomszédos vénás öblökbe vezetődik.
A nyúltvelő (medulla oblongata) vénás vérét olyan vénák vezetik el, amelyek a gerincvelői vénákba és a környező vénás sinusokba nyílnak.
A kisagy (cerebellum) vénás vérét elvezető vénák az agyi nagy vénába (vena cerebri magna) és a szomszédos vénás sinusokba ömlenek.

#### Az agyi keringés
Az agyi vérkeringésnek oxigént, glükózt, és más tápanyagokat kell az agyhoz szállítani, és eltávolítani a széndioxidot, a tejsavat, és az anyagcsere más melléktermékeit. Az előbbiekben már ismertetésre került, hogy az agyat artériás vérrel a két belső fejverőér (arteria carotis interna) és a két gerincmenti verőér (arteria vertebralis) látja el. Az agy egyik felének vérellátását az azonos oldali belső fejverőér (arteria carotis) és az arteria basilaris azonos oldali ága (arteria cerebri posterior) adja. A két artéria vérárama a hátsó összekötő artériában (arteria communicans posterior) találkozik, azon a ponton, ahol a két vér nyomása azonos, így a véráramok nem keverednek. Ha azonban a belső fejverőér vagy az alapi verőér ága elzáródik, a vér előre vagy hátra áramlik ettől a ponttól, hogy kiegyenlítse a csökkent vérellátást. Az agyalapi artériás gyűrű lehetővé teszi a vérnek a középvonalat keresztező átáramlását is, ami akkor észlelhető, ha a belső fejverőér vagy az alapi artéria ága az egyik oldalon elzáródik. Bár az agy artériái anasztomizálnak egymással az agyalapi artériás gyűrűben és a féltekék felszínén lévő ágakon keresztül is, miután már beléptek az agyállományba, itt már anasztomózisok már fordulnak elő. A legfontosabb tényező, amely az agyon keresztüli véráramlást fenntartja, az artériás vérnyomás. Ezzel szemben állnak az olyan tényezők, mint a magasabb koponyaűri nyomás, a vér fokozott viszkozitása, és az erek átmérőjének beszűkülése. Az agyi vérkeringés nagymértékben állandó marad a vérnyomás jelentős ingadozásai ellenére is. A keringésnek ez az önszabályozása úgy valósul meg, hogy az agyi erek áramlási ellenállása csökken, ha a vérnyomás csökken, és fokozódik, ha a vérnyomás emelkedik. Talán szükségtelen kiemelni, hogy ez az önszabályozás nem képes fenntartani az agyi vérkeringést, ha az artériás vérnyomás nagyon alacsony értékre esik le.
Az agyi erek átmérője a fő meghatározója az agyi erek áramlási ellenállásának. Bár jól ismert, hogy az agyi ereket szimpatikus postganglionaris rostok idegzik be, és az erek norepinephrinre reagálnak, mégis nyilvánvaló, hogy szerepük nagyon kicsi, vagy talán nincs is a cerebrovaszkuláris áramlási ellenállás szabályozásában egészséges embereknél. Az agyi erekre a legerőteljesebb értágító hatást a (széndioxid) vagy a (hidrogén ion) koncentráció növekedése fejti ki; az oxigén koncentráció csökkenése szintén értágulatot okoz. A neuronok aktivitásának fokozódása az agy különböző részein, a helyi vérkeringés fokozódását okozza. A páciensek agyán átáramló vér mennyisége radioaktív kriptonnak vagy xenonnak a fejverőérbe történő befecskendezésével, vagy -a tüdőn át történő - belélegeztetésével határozható meg. (50-60 ml /100 g agyszövet percenkénti vérátáramlást tekintenek normál értéknek.)

## A gerincvelő vérellátása
A fejezet a gerincvelő verőeres ellátását és vénás elvezetését tárgyalja.

### A gerincvelő artériái
A gerincvelő artériás vérellátását három kis artériából kapja, a két hátsó gerincvelői verőérből (arteria spinalis posterior) és az egy elülső gerincvelői verőérből (arteria spinalis anterior). Ezeket a hosszanti lefutású artériákat kis, szegmentális elrendeződésű artériák erősítik, amelyek a gerinc külső részénél erednek és a gerinccsatornába a csigaközötti lyukakon (foramen intervertebrale) keresztül lépnek be. Ezek az erek a gerincvelő felszínén anasztomozálnak és ágakat küldenek a fehér- és a szürkeállományba. Az erősítő artériák méreteiben és szegmentális előfordulásában jelentős variációk vannak.

#### A hátsó gerincvelői artériák
Az hátsó gerincvelői artériák (arteriae spinales posteriores) vagy közvetlenül erednek a gerincmenti artériákból a koponyán belül, vagy közvetetten a hátsó alsó kisagyi artériákon (arteria cerebelli posterior inferior) keresztül. Mindkét artéria a gerincvelő hátsó felszínén száll le, a gerincvelői idegek hátsó gyökereinek közelében, és ágakat ad le, amelyek belépnek a gerincvelő állományába. Az a gerincvelő hátsó egyharmadát látják el. A hátsó gerincvelői artériák kicsik a felső mellkasi szakaszon, ezért a gerincvelő első három mellkasi szelvénye különösen érzékeny a vérellátás zavaraira, akár a szegmentális, akár a gyöki artériák záródnak el ezen a területen.

#### Az elülső gerincvelői artéria
Az elülső gerincvelői artéria (arteria spinalis anterior) két artéria egyesüléséből jön létre, amelyek a két gerincmenti artériából erednek a koponyán belül. Az artéria ezután a gerincvelő elülső felszínén száll le az elülső hosszanti hasadékban (fissura mediana anterior). Ágai belépnek a gerincvelő állományába, és annak elülső kétharmadát látják el. A gerincvelő felső és alsó mellkasi szegmentumainál az elülső gerincvelői artéria rendkívül kicsi lehet. Ezért a szegmentális, vagy a gyöki artériák kiesése esetén, a gerincvelő negyedik mellkasi és első ágyéki szelvénye különösen hajlamos az elégtelen vérellátás miatti elhalásra.

#### A szegmentális gerincvelői artériák
Minden csigolya közti lyuknál a hosszában lefutó hátsó és elülső gerincvelői artériák kiegészítő megerősítést kapnak a kétoldali kis szegmentális artériákból(arteriae spinales segmentales). Ezek az artériák gerincen kívüli artériák ágai. Miután belépett a gerinccsatornába, minden szegmentális gerincvelői artéria eloszlik elülső és hátsó gyökéri artériára (arteria radicularis anterior) és (posterior), amelyek elkísérik a gerincvelő elülső és hátsó ideggyökereit.

### A gerincvelő vénái
A gerincvelő vénái hat kanyargós, hosszanti vénás csatornába ömlenek, amelyek a koponyaüregi az vénákkal és vénás öblökkel állnak összeköttetésben. Főleg a gerinc belső vénás fonatai (plexus venosus vertebralis interni) felé van elvezetésük.